# Andrew Lauterstein
Andrew George Lauterstein (n. Melbourne, 22 de mayo de 1987) es un nadador australiano, el cual fue medallista olímpico en tres ocasiones.

## Campeonato mundial de 2007
En el Campeonato Mundial de Natación de 2007 en Melbourne, Lauterstein clasificó 11º en las eliminatorias de los 100 m mariposa con un tiempo de 52,63 s. Logró sólo un tiempo de 52,99 s en las semifinales y fue eliminado en el puesto 15.